# Geniocracia
A geniocracia é a estrutura para um sistema de governo que foi proposto pela primeira vez por Raël (apelido), cujo nome real é  Claude Maurice Marcel Vorilhon, (líder do Movimento Raëliano Internacional) em 1977 e que defende um certo critério mínimo de inteligência para candidatos políticos e também para o eleitorado. Sua obra fundamental é "Geniocracy: Government of the People, for the People, by the Geniuses" (Em tradução: "Geniocracia: um governo de pessoas, para as pessoas e pelos gênios").

## Definição
O termo geniocracia vem da palavra gênio e descreve um sistema projetado para selecionar a inteligência e a compaixão como os principais fatores para a governança. Embora tenha um aparato eleitoral democrático, difere da democracia liberal tradicional ao sugerir que os candidatos a cargos e o corpo eleitoral devem atender a um certo critério mínimo de solução de problemas ou inteligência criativa. Os limites propostos pelos raelianos são 50% acima da média para um candidato eleitoral e 10% acima da média para um eleitor.

### Justificando o método de seleção
Esse método de seletividade é deliberado para abordar o que o conceito considera falhas nos atuais sistemas de democracia. O principal objeto de crítica é a incapacidade do consenso majoritário de fornecer uma plataforma razoável para a tomada de decisões inteligentes com o objetivo de resolver problemas de forma permanente. A crítica da geniocracia a esse sistema é que as instituições da democracia se preocupam mais em apelar ao consenso popular por meio de emoções emotivas do que na tomada de decisões críticas de longo prazo, especialmente aquelas que podem envolver questões não imediatamente relevantes para o eleitorado. Afirma que o mandato político é algo muito importante para simplesmente deixar à popularidade e afirma que a tomada de decisão crítica exigida para o governo, especialmente em um mundo de globalização, não pode ser baseada em critérios de tomada de decisão emotiva ou popular. A este respeito, a Geniocracia critica a democracia liberal como uma forma de "Mediocracia" (um governo de pessoas de intelecto "mediano").  Em uma geniocracia, a Terra seria governada por um governo Geniocrático mundial.

## Agenda
Parte da agenda geniocrática é promover a ideia de um sistema de governo mundial, numa crítica direta ao atual sistema estatal como inadequado para lidar com questões globais contemporâneas típicas da globalização, como ambientalismo, justiça social, direitos humanos e a atual crise econômica do sistema capitalista. Em consonância com isso, a geniocracia propõe um modelo econômico diferente chamado Humanitarismo Econômico.

### Resposta às críticas
Como resposta às suas atitudes controversas sobre a seletividade, uma das respostas mais gerais é apontar que o sufrágio universal, o sistema atual, já discrimina em algum grau e de forma variada em diferentes países quanto a quem pode votar. Principalmente, essa discriminação é contra mulheres, grupos raciais minoritários, refugiados, imigrantes, grupos religiosos minoritários, grupos étnicos minoritários, menores, idosos, pessoas que vivem na pobreza e sem-teto, pessoas encarceradas e anteriormente encarceradas e deficientes mentais ou físicos. Isso se baseia no fato de que sua capacidade de contribuir para o processo de tomada de decisão é falha ou inválida para o propósito da sociedade.

### Estado
A dificuldade atual nas ideias de geniocracia é que os meios de avaliar a inteligência são mal definidos. Uma ideia oferecida por Raël em Geniocracia é ter especialistas como psicólogos, neurologistas, etnólogos etc., aperfeiçoando ou escolhendo entre os já existentes, uma série de testes que definiriam o nível de inteligência de cada pessoa. Eles devem ser projetados para medir o potencial intelectual em vez de acumulação de conhecimento. Alguns argumentam que outros componentes considerados necessários para uma compreensão mais completa da inteligência incluem conceitos como inteligência emocional . Como tal, a validade da geniocracia não pode ser realmente avaliada até que métodos melhores e mais objetivos de avaliação de inteligência sejam disponibilizados.
A questão de enfrentar problemas morais que possam surgir não é abordada no livro Geniocracia -  muitos líderes podem ser profundamente inteligentes e carismáticos (com alta inteligência emocional/social e QI) de acordo com os meios atuais de medir esses fatores, mas nenhum teste científico atual é uma medida confiável o suficiente para a capacidade de fazer escolhas humanitárias (embora testes online como como os usados pelas redes de varejo para selecionar candidatos a emprego podem ser relevantes).  A falta de rigor científico necessário para a inclusão da geniocracia como ideologia política devidamente testável pode ser notada em várias ditaduras modernas e históricas, bem como em oligarquias. Por causa das controvérsias em torno da geniocracia, Raël apresenta a ideia como uma utopia clássica ou ideal provocativo e não necessariamente um modelo que a humanidade seguirá.

### Regiões definidas democraticamente
O autor de Geniocracia recomenda (embora não exija) um governo mundial com 12 regiões. Os habitantes votariam em qual região eles querem fazer parte. Depois que as regiões são definidas, elas são divididas em 12 setores após a aplicação do mesmo princípio de democracia. Enquanto setores de uma mesma região são definidos como tendo igual número de habitantes, as próprias regiões podem ter diferentes níveis de população, o que seria proporcional ao seu poder de voto.